# Chapecó
Chapecó – miasto i gmina w Brazylii, w stanie Santa Catarina. Znajduje się w mezoregionie Oeste Catarinense i mikroregionie Chapecó. 

## Sport
- Associação Chapecoense de Futebol – klub piłkarski